# 8-prénylnaringénine
La 8-prénylnaringénine, appelée aussi 8-PN ou hopéine, est un flavonoïde prénylé, spécifiquement un prénylflavanone. C'est le plus puissant phytoestrogène connu.
La 8-prénylnaringénine est un composé phénolique qui se trouve spécifiquement dans les inflorescences femelles du houblon.

## Propriétés
Dans une étude in vitro, la 8-prénylnaringénine a montré des propriétés anticancéreuses.
Elle préserve aussi la densité minérale osseuse.

### Œstrogène
Il a été démontré que la8-prénylnaringénine réduit les bouffées de chaleur.
Ce phytoestrogène interagit fortement avec le récepteur des œstrogènes ERα. Il interagit aussi avec l'ERβ, et
récepteur de la progestérone.
Ce prénylflavonoïde présente un intérêt en hormonothérapie.
Dans une étude de laboratoire, la 8-prénylnaringénine a stimulé la prolifération des cellules mammaires.
Elle influence aussi la prolactine, et stimule d'autres œstrogènes.
L'hormone lutéinisante et l'hormone folliculo-stimulante sont inhibées par ce phytoestrogène.